# Каирское радио
Каирское радио (араб. صوت العرب‎) — международная государственная радиостанция Египта, базирующаяся в Каире, вещающая на коротких и средних волнах. Передатчик мощностью 250 кВт расположен в Абисе.

## Значение
Являлась одной из первых и наиболее удачной египетской международной радиостанцией на арабском языке. Основанная в Каире, станция стала известна как радио, через которое бывший президент Египта Гамаль Абдель Насер распространял сообщения об арабском единстве, революции в арабском мире. Но несмотря на непревзойденную популярность в 1950-х и 1960-х годах, сервис перестал быть так популярен и более не играет существенную роль как в египетской политике, так и в региональной.

## Расписание
По состоянию на 2023 год расписание русской службы Каирского радио (время по UTC):
- 19:00 — 20:00, нерегулярно, ежедневно на частоте 9510 (9810) кГц[2]

## Плохая модуляция на коротких волнах
Известно, что у Каирского радио очень плохая модуляция звука из-за отсутствия техники. Многие считают, что радиостанция использует последний из передатчиков, прежде чем и он прекратит свою работу.